# أشلي كارتر
أشلي كارتر (بالإنجليزية: Ashley Carter)‏ (12 سبتمبر 1995 في المملكة المتحدة - ) هو لاعب كرة قدم بريطاني في مركز الدفاع. لعب مع نادي تشيسترفيلد ووولفرهامبتون واندررز ونادي تاموورث.

## وصلات خارجية
- أشلي كارتر على موقع قاعدة بيانات كرة القدم.إي يو (الإنجليزية)
- أشلي كارتر على موقع Soccerbase.com (لاعب) (الإنجليزية)
- أشلي كارتر على موقع Soccerway.com (الإنجليزية)